# Führerhauptquartier Wolfsschanze

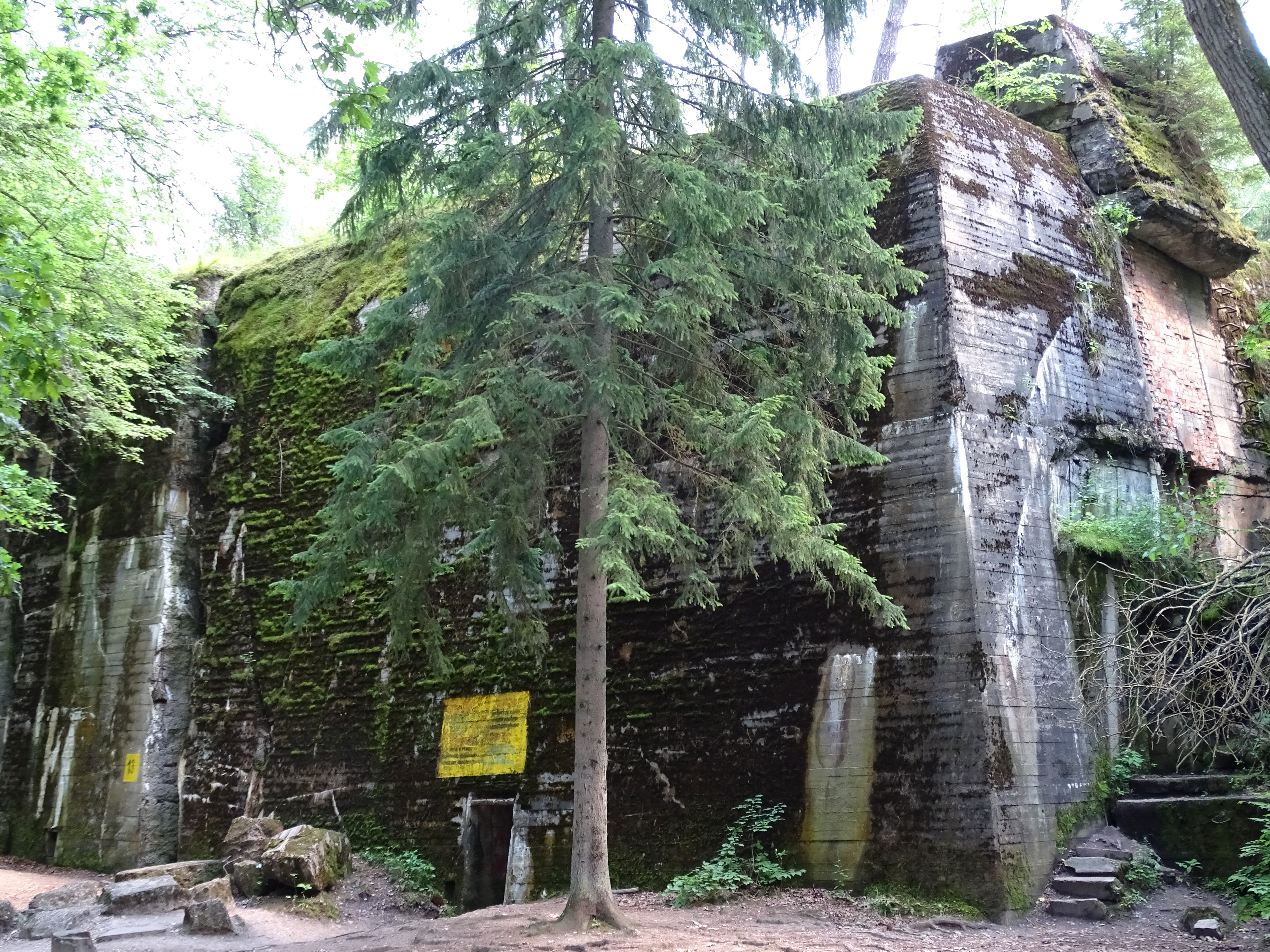
Ruine von Hitlers Bunker in der Wolfsschanze 2016

Wolfsschanze (auch Wolfschanze) war der Tarnname für ein militärisches Lagezentrum des Führungsstabes der deutschen Wehrmacht. Es war eines der Führerhauptquartiere während des Zweiten Weltkrieges und lag in der Nähe von Rastenburg (heute Kętrzyn) beim Dorf Görlitz (Gierłoż) in Ostpreußen, heute in Polen.
Adolf Hitler verbrachte während des Zweiten Weltkriegs auf der Wolfsschanze mit über 800 Tagen mehr Zeit als an jedem anderen Ort.

## Bunkersystem in Ostpreußen
Die Wolfsschanze war Teil eines Bunkersystems und von Quartieren, in denen Gefechtsstände für Stäbe der meisten deutschen Truppengattungen untergebracht waren. Im 20 km entfernten OKH Mauerwald (Mamerki) hatten von 1941 bis Januar 1945 das Hauptquartier des Oberkommandos des Heeres (OKH) und das Quartier des Heereshauptversorgungsdienstes ihren Sitz. In der Nähe von Possessern (Pozezdrze) entstanden die verbunkerte Feldkommandostelle Hochwald für Heinrich Himmler, in Breitenheide (Szeroki Bór) das Göring-Quartier, in Goldap das Quartier und die Versuchsanstalt der Luftwaffe (Deckname Robinson), in Rosengarten (Radzieje) das Quartier des Reichskanzleichefs, in Nikolaiken die Abwehrzentrale, in Lötzen (Giżycko) in der Feste Boyen die Abwehrabteilung Fremde Heere Ost, die unter der Leitung von Reinhard Gehlen Informationen von den sowjetischen Gefangenen gewann. Außerdem hatte Außenminister Joachim von Ribbentrop im Schloss der Familie Lehndorff in Steinort (Sztynort) und am Schwenzaitsee (Jezioro Święcajty) Residenzen. Göring verfügte über ein Anwesen in der Rominter Heide, den Reichsjägerhof Rominten. Das Lazarett der Wolfsschanze befand sich in den ehemaligen Carlshöfer Anstalten.

## Name
Den Decknamen gab Adolf Hitler der Anlage selbst, angelehnt an das von ihm verwendete Pseudonym „Wolf“, das auf die Bedeutung seines Vornamens Adolf zurückzuführen ist und das er hauptsächlich in seiner privaten Korrespondenz der 1920er Jahre verwendet hatte. Ein weiterer Tarnname des Führerhauptquartiers Ost war „Görlitz“.

## Geschichte

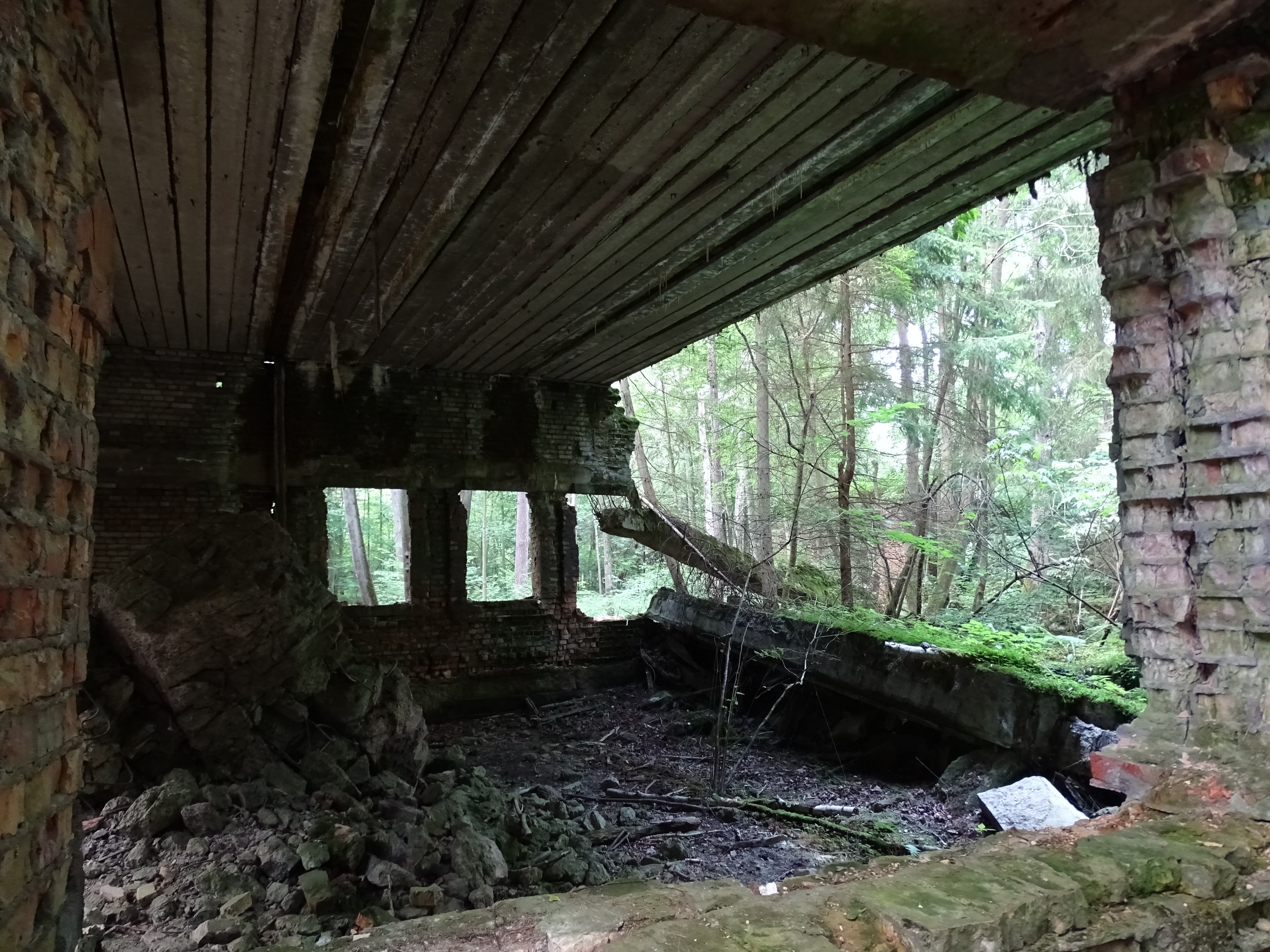
Ruinen des Gebäudes, in dem der Stenographendienst untergebracht war. (2016)

Die Wolfsschanze wurde ab 1940 durch die Organisation Todt oberirdisch errichtet. Zum Schutz gegen Luftaufklärung lag sie in einem dichten Wald unter nichtbrennbaren Tarnnetzen und war mit einem tarnenden Mörtel versehen. Zahlreiche Flakstellungen sicherten gegen Luftangriffe. Insgesamt wurden auf dem Gebiet zwischen 1940 und 1944 ca. 100 verschiedene Objekte und Gebäude errichtet. Die Baustelle hatte den Tarnnamen „Chemische Werke Askania“. Seit 1941, mit Beginn des Deutsch-Sowjetischen Krieges, war die Wolfsschanze der Hauptaufenthaltsort von Hitler.
Die Anlage umfasste insgesamt ca. 40 Wohn-, Wirtschafts- und Verwaltungsgebäude sowie sieben massive und 40 leichte Stahlbetonbunker. Die Decken der Bunker waren sechs bis acht Meter dick. Die Anlage verfügte über einen Bahnanschluss und besaß einen eigenen Flugplatz. Sie war von einem 50 bis 150 Meter breiten Minengürtel und einem 10 km langen Stacheldrahtzaun umgeben. Es bestand ständige Funk- und Telefonverbindung nach Berlin und zu allen Frontabschnitten.
Hitler befand sich im Bunker Nr. 13 der spartanisch ausgelegten Anlage, im streng gesicherten Sperrkreis 1. Dort hielten sich neben den Kommandeuren der Wehrmacht auch hochrangige Vertreter der NSDAP auf. Insgesamt existierten drei Sperrkreise, für die man jeweils Passierscheine benötigte. Im Sperrkreis 2 befanden sich die aus Holzbaracken bestehenden Unterkünfte des „Führer-Begleit-Bataillons“. Im Führerhauptquartier hielten sich insgesamt über 2100 Offiziere, Soldaten und Zivilpersonen dauerhaft auf.

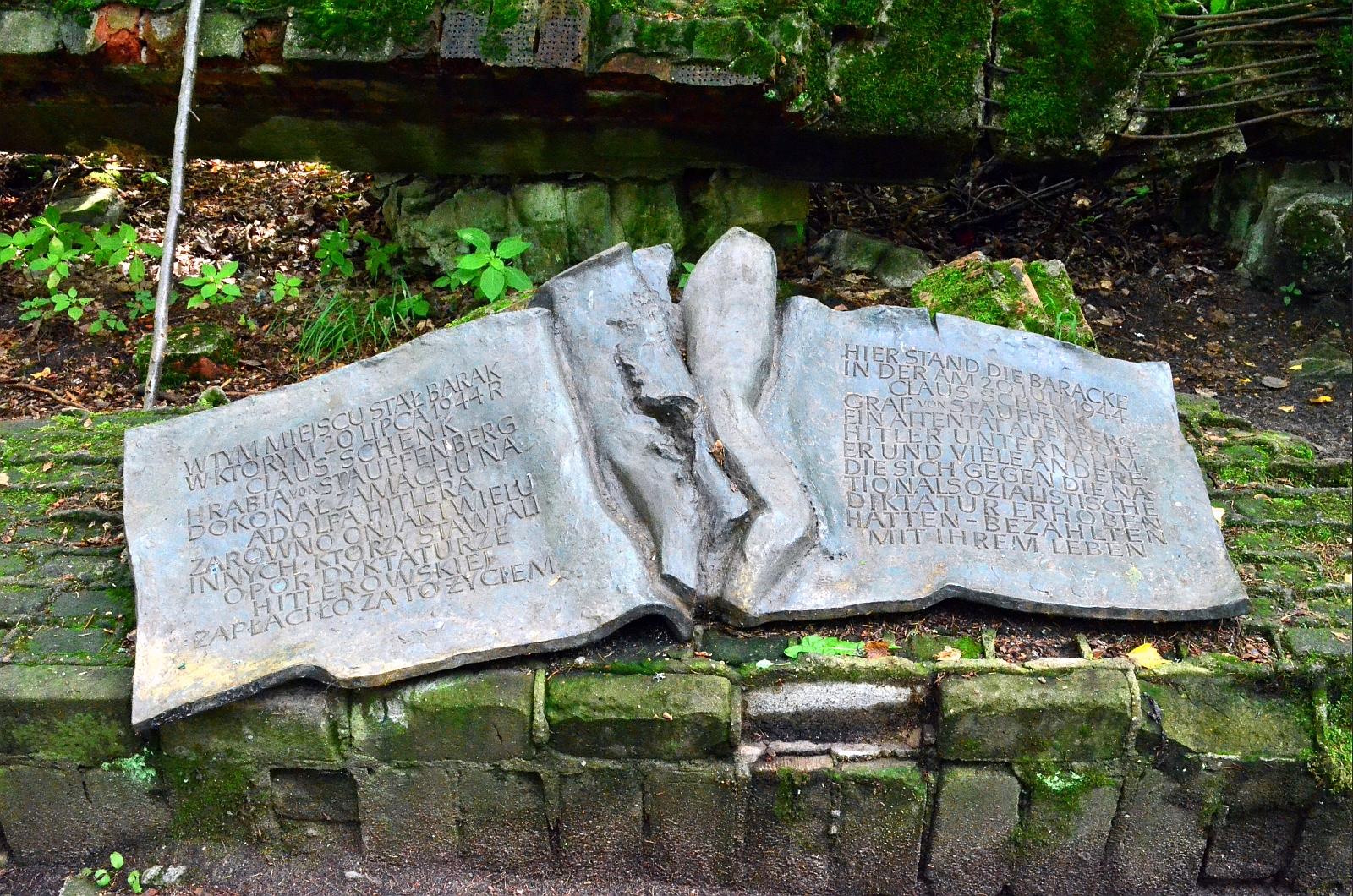
Gedenktafel für das Attentat vom 20. Juli 1944 (Foto: 2011)

Die Sicherungsmaßnahmen waren jedoch nicht streng genug, um das Sprengstoffattentat am 20. Juli 1944 auf Hitler zu verhindern, das Oberst Claus Schenk Graf von Stauffenberg auf dem Gelände der Wolfsschanze während einer Lagebesprechung verübte. So hatte der Wachoffizier des inneren Sperrkreises keine Befugnis zu Durchsuchungen. Die Tore waren lediglich aus Holz, die Zäune aus Maschendraht. Sofern Generäle passierten, wurde deren Begleitung ebenfalls nicht weitergehend kontrolliert. Die Überwachung des Führer-Begleit-Bataillons führten in der Regel Mitglieder der „Leibstandarte SS Adolf Hitler“ durch; im Verlauf des Krieges wurden hierfür zunehmend Kriegsversehrte dieser Einheit herangezogen. Seit dem 20. Juli 1992 erinnert eine Gedenktafel in Form eines aufgeschlagenen Buches mit geborstenem Rücken und zweisprachiger Aufschrift (Polnisch und Deutsch) an das Attentat.
Am 20. November 1944 verließ Hitler die Wolfsschanze endgültig, als die Rote Armee weniger als hundert Kilometer entfernt stand. Die Bunker übernahm danach der Stab der 4. Armee von General Friedrich Hoßbach.
Als am 24. Januar 1945 die Rote Armee anrückte, wurden alle Objekte von der zurückweichenden Wehrmacht gesprengt. Es wird angenommen, dass für die Sprengung einzelner Bunker bis zu 8 Tonnen Sprengstoff verwendet wurden. Von 1945 bis 1955 wurden hier ca. 54.000 Minen entschärft.
Die Ruinen sind seit 1959 eine Touristenattraktion in Masuren, die jährlich etwa 200.000 Personen besuchen.
Im Jahr 2024 wurden bei Ausgrabungen unter Hermann Görings Haus die Überreste von drei Erwachsenen, einem Teenager und einem Baby identifiziert – alle ohne Hände und Füße. Bei jedem der Skelette wurden Donnerkeile gefunden, diese wurden im Okkultismus verwendet.

## Lageplan der Anlage

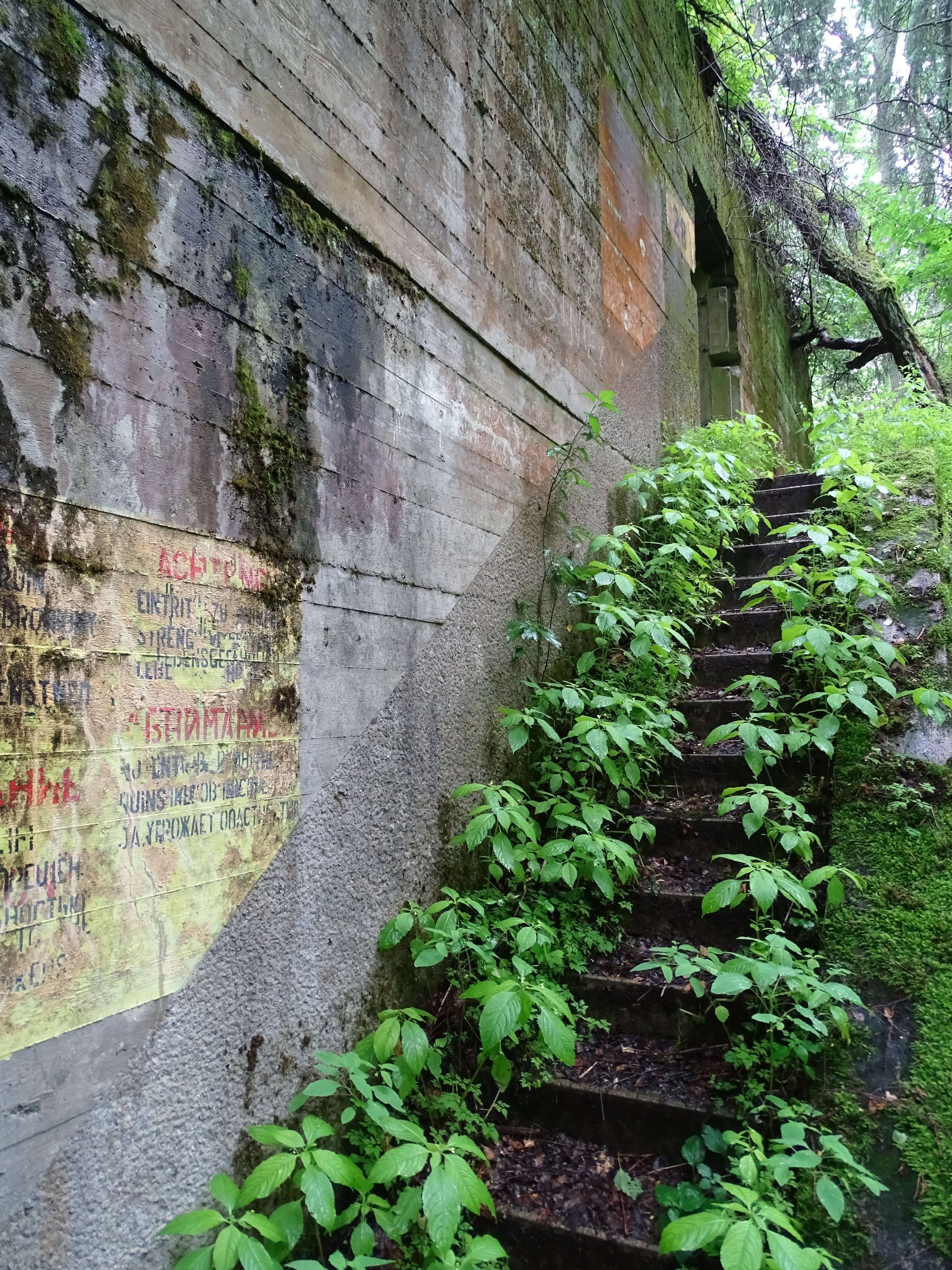
Treppe zum Gebäude von Albert Speer (Foto: 2016)

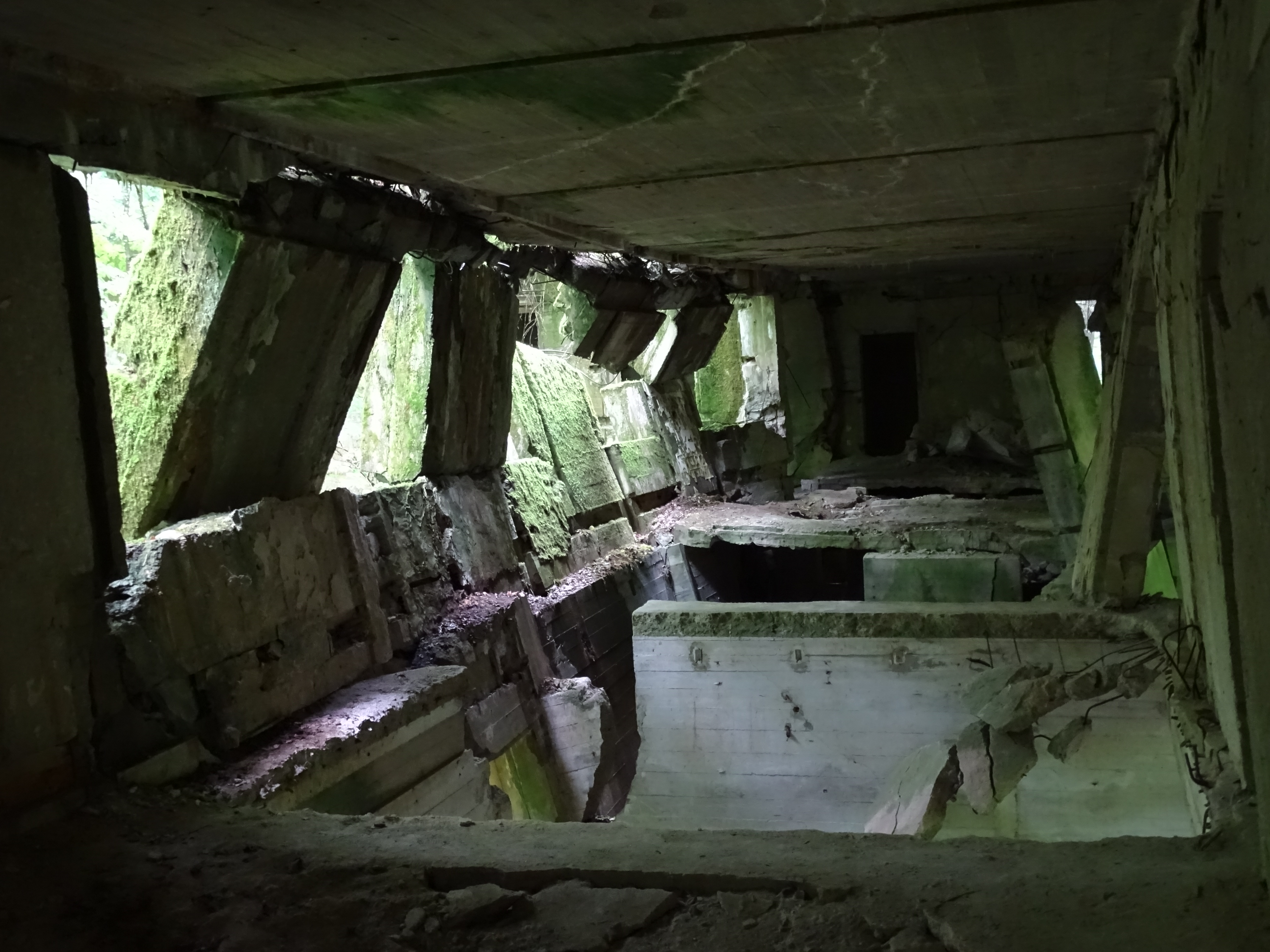
Innenansicht des Bunkers des Außenministeriums (Foto: 2016)

Die Nummerierung auf diesem Plan entspricht nicht der Nummerierung der Anlage, wie sie der Besucher heute vor Ort vorfindet.

Lageplan der Wolfsschanze:
1. Büro- und Wohngebäude der Leibwache Hitlers
2. Gebäude der Leibwache und des Sicherheitsdienstes
3. Notstromaggregat
4. Bunker
5. Gebäude des Reichspressechefs Otto Dietrich
6. Beratungsbaracke, Ort des nicht geglückten Attentats auf Hitler vom 20. Juli 1944
7. Sicherheitsdienst
8. Luftschutzraum für Gäste
9. Leibwache
10. Gebäude des stenografischen Dienstes
11. Sicherheitsdienst, erster Leibwächter Hitlers Rattenhuber, Chef der Polizeiabteilung Högl, Postgebäude
12. Fernschreibdienst
13. Garagen
14. Fahrdienst
15. Kino
16. Heizungsgebäude
17. Theo Morell, Bodenschatz, Hewel, Voß, Wolff, Fegelein
18. Vorratslager
19. Gebäude von Martin Bormann, persönlicher Sekretär Hitlers
20. Luftschutzraum Bormanns und seines persönlichen Umfelds
21. Bunker von Adolf Hitler
22. Adjutantur Hitlers und der Wehrmacht, Personalamt der Wehrmacht
23. Casino II
24. General Alfred Jodl, Chef des Wehrmachtführungsstabes im Oberkommando der Wehrmacht
25. Feuerlöschteich
26. Dienstgebäude des Außenministeriums
27. Fritz Todt, nach seinem tödlichen Unfall: Albert Speer
28. Hotel der Leibwache
29. allgemein zugänglicher Luftschutzraum mit Flak und MG-Einheiten auf dem Dach
30. Casino I
31. Neue Teestube
32. Generalfeldmarschall Wilhelm Keitel, Chef des Oberkommandos der Wehrmacht
33. Alte Teestube
34. Gebäude von Reichsmarschall Hermann Göring,
35. Luftschutzraum Görings mit Flak, MG- und Reflektor-Einheiten
36. Vertretung des Oberkommandos der Luftwaffe
37. Vertretung des Oberkommandos der Kriegsmarine
38. Hitlers Bunker mit Flak-Station
39. Friedhof
40. Eisenbahnlinie Rastenburg (Kętrzyn)–Angerburg (Węgorzewo)

## Propagandistische Inszenierung der Anlage
Die „Führerhauptquartiere“ waren nicht nur Anlagen militärischer Zweckmäßigkeit, sondern standen von Beginn an im Zentrum der NS-Propaganda, die das Wort „Führerhauptquartier“ zu einem exklusiven Markenzeichen Hitlers als Oberbefehlshaber der Wehrmacht machte. Um den Hauptquartieren die Aura mythischer Orte von geschichtlicher Bedeutung zu verleihen, hielt Hitler sie auf räumlicher Distanz, insbesondere zum Oberkommando des Heeres.
Der Historiker Christoph Raichle schreibt hierzu, dass der enorme Ausbau der Wolfsschanze in Ostpreußen im Herbst 1944 weniger militärischen Zwecken gedient habe, sondern von Hitler, der bereits die Kriegsniederlage vor Augen gehabt habe, als ein „Bollwerk des Untergangs“ konzipiert worden sei. Hitler habe so der Nachwelt durch die Ruine, die selbst großangelegten Sprengversuchen widerstand, ein Dokument seines Kampfes gegen den Kommunismus hinterlassen wollen.